# Olek Czyż
Olek Czyż, właśc. Aleksander Czyż (ur. 3 marca 1990 w Gdyni) – polski koszykarz, występujący na pozycji niskiego bądź silnego skrzydłowego, obecnie zawodnik Gries/Oberhoffen BC.

## Kariera sportowa
Karierę koszykarską rozpoczynał w wieku 10 lat, kiedy to trenował w młodzieżowej drużynie Prokomu Trefla Gdynia. Gdy miał 14 lat wyjechał wraz z rodziną do Stanów Zjednoczonych. W tym samym roku rozpoczął naukę w szkole średniej Reno High School, grając również w ich drużynie koszykarskiej. Podczas czterech lat dwukrotnie zdobywał z nią mistrzostwo stanu Nevada. Kończąc szkołę średnią, został umieszczony przez ESPN na 87 miejscu na liście 100 najlepszych zawodników idących do koledżu. Otrzymał wówczas stypendium od trzech wiodących prym w rozgrywkach NCAA uniwersytetów: Duke, Louisville i Florida. Ostatecznie podpisał list intencyjny uniwersytetu Duke. Pełnił tam jednak tylko funkcję rezerwowego, w związku z czym po dwóch latach studiów przeniósł się na uniwersytet Nevady. Tam stał się gwiazdą uniwersytetu, dostając się na czwartym roku do pierwszej piątki najlepszych zawodników konferencji WAC. W tym też roku zgłosił się do draftu NBA, odbywając wcześniej parę treningów dla zespołów NBA takich jak: Golden State Warriors, San Antonio Spurs czy Chicago Bulls. Uczestniczył również w Adidas Euro Camp, na którym zawodnicy z Europy mogli prezentować się przed skautami z NBA. W drafcie 2012 nie został jednak wybrany przez żaden zespół. W lipcu 2012 dostał się do składu Chicago Bulls, na ligę letnią NBA. 11 sierpnia 2012 roku podpisał kontrakt z Virtusem Rzym.
W 2013 rozegrał dwa spotkania, podczas letniej ligi NBA w barwach Portland Trail Blazers. Nieco później tego samego roku zaliczył cztery spotkania przedsezonowe z Milwaukee Bucks.
4 lipca 2017 podpisał drugi w karierze kontrakt z włoskim zespołem Flexx Pistoia. 16 września opuścił klub jeszcze przed rozpoczęciem sezonu regularnego.
3 lutego 2019 dołączył do Anwilu Włocławek. 14 lipca dołączył do niemieckiego Gries/Oberhoffen BC

## Życie prywatne
Czyż jest synem Joanny Avery i Waldemara Czyża. Matka Joanna jest specjalistką do spraw międzynarodowego biznesu, zaś biologiczny ojciec Waldemar grał w koszykówkę na poziomie uniwersyteckim w Polsce. Gdy miał 3 lata jego rodzice się rozstali. Kiedy miał 11 lat jego matka Joanna wzięła ślub z Williamem Averym, po czym trzy lata później przeprowadzili się do Stanów Zjednoczonych. Ma siostrę Anitę.

## Osiągnięcia
Stan na 15 lipca 2019, na podstawie, o ile nie zaznaczono inaczej.
NCAA
- Mistrz sezonu regularnego konferencji Western Athletic (WAC – 2012)
- Zaliczony do:
  - I składu:
    - WAC (2012)
    - najlepszych nowo przybyłych zawodników WAC (2011)

Drużynowe
- Mistrz Polski (2019)[22]
- Wicemistrz Polski (2015)

Indywidualne
- Najlepszy Polski Debiutant PLK (2015)[23]
- Uczestnik meczu gwiazd ligi włoskiej (2012/13)

Reprezentacja
- Brązowy medalista mistrzostw Europy U–20 dywizji B (2009, 2010)
- Uczestnik mistrzostw Europy (2015 – 11. miejsce)

## Statystyki

### W rozgrywkach akademickich
| Sezon     | Drużyna                 | M  | S5 | MPG  | FG%   | 3P%   | FT%   | RPG | APG | SPG | BPG | PPG  |
| --------- | ----------------------- | -- | -- | ---- | ----- | ----- | ----- | --- | --- | --- | --- | ---- |
| 2008/2009 | Duke Blue Devils (NCAA) | 13 |    |      | 23,1% | 0,0%  | 33,3% | 0,9 | 0,2 | 0,0 | 0,1 | 0,6  |
| 2009/2010 | Duke Blue Devils (NCAA) | 6  |    | 10,2 | 58,3% | 25,0% | 0,0%  | 2,0 | 0,8 | 0,3 | 0,0 | 2,5  |
| 2010/2011 | Nevada Wolf Pack (NCAA) | 23 |    | 29,4 | 52,9% | 45,0% | 59,8% | 5,7 | 1,3 | 0,6 | 0,3 | 12,3 |
| 2011/2012 | Nevada Wolf Pack (NCAA) | 35 |    | 28,4 | 54,1% | 29,6% | 62,8% | 6,5 | 0,9 | 0,7 | 0,3 | 13,8 |

### W rozgrywkach krajowych
| Sezon     | Drużyna                        | M  | S5 | MPG  | FG%   | 3P%   | FT%   | RPG | APG | SPG | BPG | PPG  |
| --------- | ------------------------------ | -- | -- | ---- | ----- | ----- | ----- | --- | --- | --- | --- | ---- |
| 2012/2013 | Virtus Rzym (Serie A)          | 48 | 22 | 14,6 | 52,8% | 53,3% | 47,7% | 3,6 | 0,3 | 0,3 | 0,1 | 5,7  |
| 2013/2014 | Fort Wayne (D-League)          | 12 |    | 22,3 | 40,2% | 27,3% | 63,2% | 5,1 | 1,3 | 0,9 | 0,4 | 9,8  |
| 2013/2014 | Canton Charge (D-League)       | 28 |    | 23,3 | 54,1% | 34,2% | 67,0% | 7,1 | 0,9 | 0,9 | 0,4 | 11,5 |
| 2014/2015 | Turów Zgorzelec (PLK)          | 27 | 2  | 16,1 | 56,4% | 32,0% | 79,4% | 3,9 | 0,7 | 0,6 | 0,2 | 6,9  |
| 2015/2016 | Giorgio Tesi Pistoia (Serie A) | 32 | 13 | 23,1 | 50,0% | 37,0% | 65,7% | 5,7 | 0,8 | 0,8 | 0,2 | 11,2 |
| 2016/2017 | Juvecaserta (Serie A)          | 14 | 0  | 18,0 | 58,3% | 61,1% | 37,5% | 3,5 | 0,6 | 0,5 | 0,1 | 7,4  |

### W rozgrywkach międzynarodowych
| Sezon     | Drużyna                   | M | S5 | MPG  | FG%   | 3P%  | FT%   | RPG | APG | SPG | BPG | PPG |
| --------- | ------------------------- | - | -- | ---- | ----- | ---- | ----- | --- | --- | --- | --- | --- |
| 2014/2015 | Turów Zgorzelec (Eurocup) | 7 | 0  | 15,2 | 30,4% | 0,0% | 58,3% | 5,0 | 0,7 | 0,4 | 0,3 | 3,0 |